# Antónia Sibila de Barby-Mühlingen
Antónia Sibila de Barby-Mühlingen (7 de abril de 1641 - 2 de maio de 1684) foi uma princesa-consorte de Schwarzburg-Sondershausen e antepassada de várias famílias reais europeias, incluindo a família real britânica.

## Casamento e descendência
Antónia Sibila casou-se no dia 22 de agosto de 1673 com o príncipe Cristiano Guilherme I de Schwarzburg-Sondershausen. Tiveram sete filhos:
1. António Alberto de Schwarzburg-Sondershausen (25 de setembro de 1674 – 16 de julho de 1680), morreu com cinco anos de idade.
2. Augusto Guilherme de Schwarzburg-Sondershausen (abril de 1676 – 13 de dezembro de 1690), morreu com catorze anos de idade.
3. Günther XLIII de Schwarzburg-Sondershausen (23 de agosto de 1678 – 28 de Novembro de 1740), príncipe de Schwarzburg-Sondershausen; casado com a princesa Isabel Albertina de Anhalt-Bernburg; sem descendência.
4. Sofia Madalena de Schwarzburg-Sondershausen (17 de fevereiro de 1680 – 14 de junho de 1751), casada com o conde Jorge Alberto de Schönburg-Hartenstein; com descendência.
5. Cristiana Emília de Schwarzburg-Sondershausen (9 de Abril de 1681 – 1 de novembro de 1751), casada com o duque Adolfo Frederico II de Mecklemburgo-Strelitz; com descendência.
6. Albertina Luísa de Schwarzburg-Sondershausen (29 de junho de 1682 – 6 de maio de 1765), morreu solteira e sem descendência.
7. Antónia Sibila de Schwarzburg-Sondershausen (nascida e morta a 2 de maio de 1684)

## Morte
Antónia morreu no dia 2 de Maio de 1684, aos quarenta-e-três anos de idade, devido a complicações no parto da sua última filha que também morreu no mesmo dia.

## Genealogia
| Antónia Sibila de Barby-Mühlingen | Pai: Alberto Frederico de Barby-Mühlingen  | Avô paterno: Jacob II de Barby-Mühlingen         | Bisavô paterno: Wolfgang I de Barby-Mühlingen             |
| Antónia Sibila de Barby-Mühlingen | Pai: Alberto Frederico de Barby-Mühlingen  | Avô paterno: Jacob II de Barby-Mühlingen         | Bisavó paterna: Inês de Mansfeld-Mittelrort               |
| Antónia Sibila de Barby-Mühlingen | Pai: Alberto Frederico de Barby-Mühlingen  | Avó paterna: Sofia de Schwarzburg-Rudolstadt     | Bisavô paterno: Alberto VII de Schwarzburg-Rudolstadt     |
| Antónia Sibila de Barby-Mühlingen | Pai: Alberto Frederico de Barby-Mühlingen  | Avó paterna: Sofia de Schwarzburg-Rudolstadt     | Bisavó paterna: Juliana de Nassau-Dillenburg              |
| Antónia Sibila de Barby-Mühlingen | Mãe: Sofia Ursula de Oldenburg-Delmenhorst | Avô materno: António II de Oldenburg-Delmenhorst | Bisavô materno: António I de Oldenburg-Delmenhorst        |
| Antónia Sibila de Barby-Mühlingen | Mãe: Sofia Ursula de Oldenburg-Delmenhorst | Avô materno: António II de Oldenburg-Delmenhorst | Bisavó materna: Sofia de Saxe-Lauenburg                   |
| Antónia Sibila de Barby-Mühlingen | Mãe: Sofia Ursula de Oldenburg-Delmenhorst | Avó materna: Sibila de Brunswick-Dannenberg      | Bisavô materno: Henrique de Brunswick-Lüneburg-Dannenberg |
| Antónia Sibila de Barby-Mühlingen | Mãe: Sofia Ursula de Oldenburg-Delmenhorst | Avó materna: Sibila de Brunswick-Dannenberg      | Bisavó materna: Úrsula de Saxe-Lauenburgo                 |